# Sibik-Tyllakh
Sibik-Tyllakh (en russe : Сибик-Тыллах) aussi Sibik-Tiellakh (en russe : Сибик-Тыэллах) est un village minier disparu dans l'oblast de Magadan en Russie . Selon sa situation géographique, le village est situé sur le territoire du raïon de Iagodnoïe, mais administrativement et économiquement, il faisait partie lorsque le village existait du raïon de la Tenka.
La première partie du toponyme est inconnue, la seconde est d'origine iakoute, signifiant « venteux ».

## Géographie
Sibik-Tyllakh était situé sur la rive droite de la rivière Sibik-Tiellakh, un affluent gauche de la Kolyma, dans une vallée entourée de collines, entre les montagnes. Le village était situé à environ 5 km de la Kolyma. Du côté ouest du village, à une dizaine de kilomètres se trouve la crête du Grand Anngatchak (les habitants l'appelaient affectueusement « Naltchik ») avec les monts Aborigène, Vlastny et autres. Au nord, à une quinzaine de kilomètres du village, se trouve un ensemble de lac, dont le lac Jack London, le lac des Ombres dansantes, entre autres.
Les localités les plus proches étaient la mine « 40 ans d'octobre » en direction des montagnes, le village de Ioubileïni sur la rivière Kioul-Sien en avalde la Kolyma, le village de Kongo en face à Ioubileïni à l'embouchure du Kongo dans la Kolyma. En amont de la Kolyma, il y avait Moï-Ourousta à 18 km, Vetreny à 25 km, ainsi qu'à 10 km sur l'autre rive de la Kolyma Sanga-Talon.
Non-loin du village à partir de 1975, la station des biologistes « Aborigènes » de l'Institut de biologie de la branche Extrême-Orient de l'Académie des sciences de Russie a été créé afin d'étudier l'écostystème du résevoir de la Kolyma qui allait être créé.

## Histoire

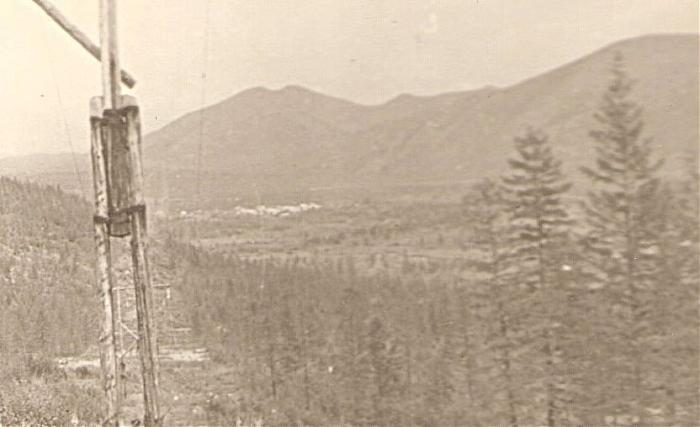
Vue du village (date inconnue).

Le village a été fondé en 1958 par des géologues sur la rive droite du ruisseau du même nom, près de l'embouchure de son affluent droit, le ruisseau Olen. En 1961, le gisement d'or a fait l'objet d'un développement industriel à la mine 40 Let Oktiabria. Le village fut rapidement construit, les premiers bâtiments étaient des maisons démontées et transportées des villages fermés de Lesnoï et Bodri. Une école primaire, un jardin d'enfants, un centre de santé, un club, une cantine et un bureau de poste sont apparus ici. Vers la fin des années 1970. La population dépassait les 1 000 personnes.
En 1980, on a appris que Sibik-Tyllakh tombait dans la zone inondable du réservoir de la Kolyma, les habitants ont commencé à être progressivement réinstallés et en 1986, la ville a finalement été abandonnée. La majeure partie du village a été submergée, la partie restante plus proche du ruisseau Olen est devenue la rive du réservoir. Certains des anciens habitants déménagèrent à Moï-Ourousta, où ils obtinrent un logement, d'autres allèrent au centre région d'Oust-Omtchoug, d'autres à Magadan. Enfin, il y avait ceux qui quittèrent définitivement la Kolyma après la dispartion du village,.
Lors de l'inondation, makgré l'avertissement, la ligne électrique no 110 vers Oust-Omtchoug n'a pas été coupé. Lorsque l'eau toucha les fils, un immense feu d'artificle eut lieu. De plus, les ponts flottants du village dérivèrent dans le nouveau lac. Ces ponts à la dérive servent désormais pour les pêcheurs et les chasseurs pour s'arrêter et se reposer.
Officiellement, le village de Sibik-Tyllakh a été exclu des registres de la division administrative-territoriale de l'oblast de Magadan en 1994.
Jusqu'en 2000, quelques prospecteurs ont vécu dans les maisons restantes du villages, qui ont exploité les réserves hors bilan du gisement.

## Démographie
Recensements et estimations de la population:
| 1961 | 1962 | 1970* | 1978  | 1982 | 1986 |
| ---- | ---- | ----- | ----- | ---- | ---- |
| 115  | 700  | 1 018 | 1 150 | 814  | 390  |

| 1987 | - | - | - | - | - |
| ---- | - | - | - | - | - |
| 0    | - | - | - | - | - |